# Rápolthy Anna

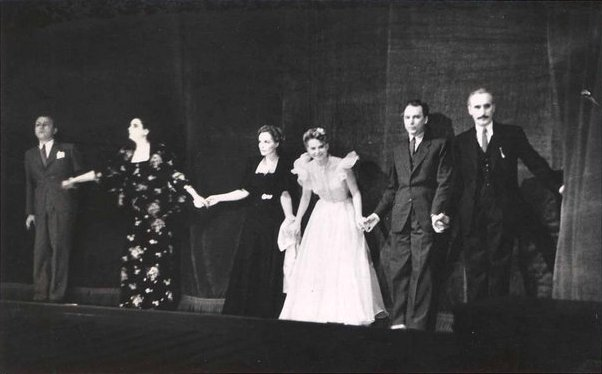
Németh László: Villámfénynél. Nemzeti Színház. Árpád: Apáthi Imre, Margit: Szabó Margit, Anna: Rápolthy Anna, Sata: Szeleczky Zita, Nagy Imre, körorvos: Timár József, Bakos Béla, főjegyző: Táray Ferenc.

Rápolthy Anna (Kisvárda, 1909. július 5. – Budapest, 1947. július 2.) magyar színésznő.

## Élete
A Színiakadémián szerezte diplomáját 1932-ben. Ezután a Nemzeti Színház ösztöndíjasa lett, 1934-től szerződött az intézményhez mint rendes tag, s egészen 1946-ig működött itt, utolsó alakítása Ollwen Peal szerepe volt John Boynton Priestley Veszélyes forduló című színdarabjában. Ezután a Művész Színházhoz került, de ugyanebben az évben a Béke Színházban is színpadra lépett. Betegsége miatt kényszerült elhagyni a pályát.

## Jelentősebb szerepei
- Shakespeare: Hamlet – Ofélia
- Shakespeare: Lear király – Cordelia
- Schiller: Ármány és szerelem – Lady Milford
- Herczeg Ferenc: A dolovai nábob lánya – Jób Vilma
- Herczeg Ferenc: Kék róka – Lencsi
- Herceg Ferenc: Az utolsó tánc
- Madách Imre: Az ember tragédiája – Hyppia
- Németh László: Villámfénynél – Anna
- Goldoni: Két úr szolgája – Clarice
- Ibsen: Peer Gynt – Zöldruhás lány
- Priestley: Veszélyes forduló – Olwen Peel
- Erik Carl Soya: Ki vagyok én? – Mary

## Filmjei
- Elnökkisasszony (1935)

## Elismerése
- Farkas–Ratkó-díj (1937)